# Ткаченко, Олесь Николаевич (художник)
Ткаченко, Олесь Николаевич (6 сентября 1934, Лубны – 18 апреля 2005, Боярка Киевской обл.) – советский и украинский художник-иллюстратор книг для детей. Член Национального союза художников Украины. Заслуженный художник Украины.

## Биография
Олесь Николаевич Ткаченко родился 6 сентября 1934 года в г. Лубны Полтавской области Украины.
Окончил Киевское училище прикладного искусства.
В 1963 г. получил диплом художника-графика в Украинском полиграфическом институте им. И.Фёдорова.
Работал преимущественно в области книжной иллюстрации.
В 1956-1965 гг. трудился в Украинском творческом объединении мультипликационных фильмов.
В 1973 г. стал членом Союза журналистов Украины.
В 1989 г. награждён медалью «Ветеран труда».
С 1999 г. – член Национального союза художников Украины.
В 2001 г. Олесю Ткаченко присвоено звание Заслуженного художника Украины за значительный вклад в развитие искусства и большие творческие достижения.
Жил и работал в Боярке (Киевская обл.).

## Творчество
Более 40 лет своей жизни О. Ткаченко посвятил иллюстрированию художественных детских книг. Всего в издательстве «Веселка» им было оформлено свыше 60 книг и около 100 журналов для маленьких читателей. Наиболее известные из них – «Ходить гарбуз по городу», «Хлопчик Помагай», «Три зіроньки докупоньки», «Ой ти, коте-коточок», «Хазяєчка», «Носять зайчики гостинці» и другие. По многим из этих книг были сняты мультипликационные фильмы, где фигурируют сказочные образы, созданные художником.
Он был режиссёром-постановщиком мультфильма «Про царевича и трёх врачей» (по сценарию Фёдора Хитрука). Также создал сотни телевизионных заставок к литературно-драматическим и музыкальным программам на украинском республиканском телевидении.
В 1990 г. в Боярском краеведческом музее оформил выставки: «Голодомор-33», «К 135-летию классика еврейской литературы Шолом-Алейхема», «К 20-й годовщине Боярского краеведческого музея», «К 90-й годовщине Николая Островского». Участвовал в создании экспозиции Малютянского музея художника Н.К. Пимоненко.
В 1999 г. выполнил декоративное оформление Дворца искусств «Украина» к проведению отчёта народного творчества художников Киевской области.
Книжные иллюстрации и другие произведения мастера экспонировались на многих республиканских выставках, в Канаде (1966 г.), в г. Москве (1975 г.).
В последние годы жизни провёл персональные выставки в музее «Битва за Киев в 1943 году», в Управлении культуры и Управлении образования Киевской областной государственной администрации, в Киевской областной детской библиотеке.